# Carl Joest

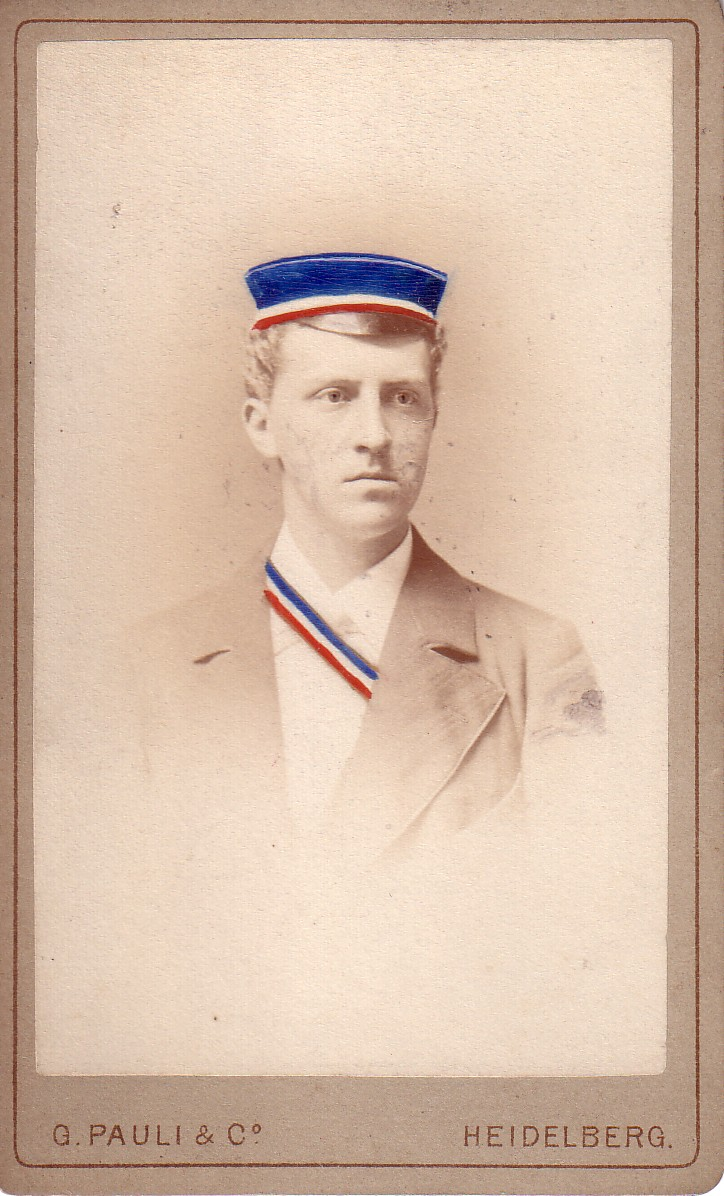
Carl Joest als Heidelberger Rhenane

Carl Joest (* 18. Juli 1858 in Köln; † 9. Mai 1942 in Riegsee), eigentlich Carl August Joest, war ein deutscher Rittergutsbesitzer, Unternehmer und Politiker.

## Leben und Familie
Carl Joest war der Sohn des Zuckerindustriellen August Joest und mütterlicherseits der Enkel des Bankiers August Camphausen. Er besuchte das Friedrich-Wilhelm-Gymnasium in Köln und studierte Jura an der Universität Heidelberg (Mitglied des Corps Rhenania). Danach absolvierte er eine kaufmännische Ausbildung. 1888 erwarb er das Schloss Eichholz bei Wesseling und wurde Stifter und erster Fideikommissherr auf Haus Eichholz, das 1908 umgebaut und erweitert wurde. Von 1888 bis 1936 gehörte er fast ununterbrochen dem Kreistag in Bonn und dem Gemeinderat der Gemeinde Hersel an. 1904 wurde er Mitglied des Kreisausschusses. Joest war außerdem Mitglied des Präsidiums des Landwirtschaftlichen Vereins für Rheinpreußen und Vorstandsmitglied der Landwirtschaftskammer für die Rheinprovinz. Er betätigte sich außerdem unternehmerisch als Mitgründer und Anteilseigner der Rheinischen Handeï-Plantagen-Gesellschaft, die Pflanzungen in Deutsch-Ostafrika betrieb.
Joest tat sich besonders als Mäzen und Stifter öffentlicher Einrichtungen hervor und war Vorsitzender des Vereins zur Förderung des Rautenstrauch-Joest-Museums, das maßgeblich auf die Sammlungen seines Vetters Wilhelm Joest zurückging.
1891 heiratete er Pauline Marie, geb. Pfeifer (1872–1953), Tochter des Zuckerfabrikanten Valentin Pfeifer (Pfeifer & Langen). Aus der Ehe gingen vier Kinder hervor: August Carl (* 1892), Eleonore Hedwig (* 1894), Ilse Juliane Carlotta Elisabeth (* 1898) und Valentine Huberta Alexandra Else Viktoria (* 1905). Carl war von 1907 bis 1941 Mitglied des Geschäftsführungsausschusses bzw. im Aufsichtsrat während der AG.-Zeit der Firma Pfeifer & Langen.
Carl Joest starb am 9. Mai 1942 in Riegsee bei Murnau und wurde in der Familiengruft auf dem Melatenfriedhof in Köln beigesetzt.

## Auszeichnungen
Im August 1912 wurde Joest in den preußischen Adelsstand erhoben.